# 孫𩅦
孫（？—265年），字，三国东吴景帝孙休的长子。
永安五年八月戊子日（合公元262年9月19日），被立为太子。264年，孙休临终前，将太子托咐给丞相濮阳兴。左典军万彧与乌程侯孙皓相好，建议濮阳兴和张布立孙皓为帝。最终他们不立孙，而立孙皓为帝。孙改封豫章王。甘露元年（265年）七月送其兄弟四人於吳小城途中，孙为孙皓所杀。